# China Railways
China Railways (Vereenvoudigd Chinees: 中国铁路, pinyin: Zhōngguó Tiělù) is de nationale spoorwegmaatschappij van de Volksrepubliek China. 
De spoorwegen zijn na de communistische machtsovername in 1949 genationaliseerd. Tot 2013 viel het onder de directe controle van het ministerie van Spoorwegen. In 2013 werd het een aparte onderneming, maar alle aandelen zijn in handen van de overheid en het is dus een staatsbedrijf.

## Activiteiten
Het bedrijf baat een jaarlijks uitbreidend spoorwegnetwerk van 127.000 km (in 2018) uit. Daarvan is 86.600 km geëlektrificeerd en 71.000 km dubbelspoor. In omvang is dit net enkel kleiner dan de spoorwegen van de Verenigde Staten en Rusland. Het grote deel van het netwerk is normaalspoor, hoewel er in 2011 ook nog 3.600 km smalspoor en 466 km meterspoor in het netwerk aanwezig was. China Railways twintig hoofdlijnen naast vele kleine, lokale lijnen. Sinds 2008 wordt fors geïnvesteerd in een hogesnelheidsnetwerk. Er zijn inmiddels een tiental lijnen geschikt voor 250 tot 350 km/u en het netwerk had in 2018 een lengte van 25.200 km. Deze dienst is zeer aantrekkelijk, in 2017 namen 1,75 miljard mensen de hogesnelheidstrein, dat is meer dan de helft van alle China Railway passagiers. 
China Railways telde in 2017 zo'n 1,848 miljoen personeelsleden, en beschikte over 21.400 locomotieven, 770.000 goederenwagons en 68.000 reizigerswagons. Het bedrijf heeft naast een eigen spoorwegpolitie ook eigen rechtbanken, wat uniek is in de wereld.
Met in 2017 1350 miljard reizigerskilometers en vooral 2.700 miljard tonkilometers vrachtvervoer staat China Railways afgetekend voorop in de wereldstatistieken. Het vrachtvervoer vertegenwoordigt zelfs een kwart van alle tonkilometers die per spoor wereldwijd worden gerealiseerd. Het meest vervoerde product is steenkool, dit is ongeveer de helft van alle vracht. Andere belangrijke producten zijn ertsen, metalen en containers. 
De trein wordt in het reizigersvervoer voornamelijk gebruikt voor de lange afstand, waar op jaarbasis de bijna 3,1 miljard reizigers gemiddeld een afstand van circa 500 km afleggen. Voor kortere afstanden is vooral het busverkeer populair. De uitbouw van het snelle en comfortabele, maar wel duurdere hogesnelheidsnetwerk van dochter China Railway High-speed maakt de trein voor een deel van de bevolking ook voor kortere routes aantrekkelijk, naast het alternatief dat het aan de comfort zoekende reiziger biedt ten opzichte van luchtverkeer op langere afstand.
| Jaar | Lengte spoorwegen (in km) | Passagiers (in miljoen) | Vracht (in miljoen ton) |
| ---- | ------------------------- | ----------------------- | ----------------------- |
| 1980 | 53.900                    | 922                     | 1113                    |
| 1990 | 57.900                    | 957                     | 1507                    |
| 2000 | 68.700                    | 1051                    | 1786                    |
| 2005 | 75.400                    | 1156                    | 2693                    |
| 2010 | 91.200                    | 1676                    | 3643                    |
| 2015 | 121.000                   | 2535                    | 3358                    |

## Geschiedenis spoorlijnen in China

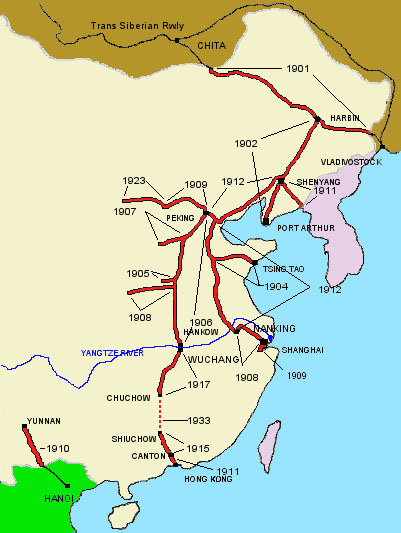
Kaart met Chinese spoorlijnen aan het begin van de 20e eeuw

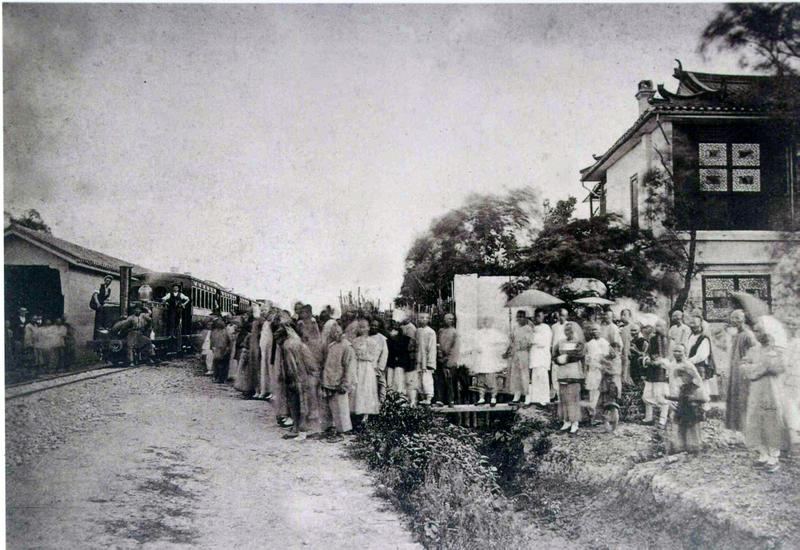
Officiële opening smalspoorlijn Shanghai-Woosung (1876)

De aanleg van spoorwegen had in China een late start. In 1876 werd de eerste smalspoorlijn aangelegd bij Shanghai met een lengte van 16 kilometer. Deze was door buitenlanders aangelegd zonder officiële toestemming van de overheid en een jaar later werd de spoorlijn op last van de regering verwijderd. De rails en rijdend materieel werd afgevoerd naar Taiwan en is nauwelijks meer gebruikt. Het duurde tot 1881 voordat er weer een zeer korte spoorlijn van 10 kilometer werd aangelegd. Het was voor het vervoer van steenkool van de mijn naar een kanaal.
Na de Chinese nederlaag in de Chinees-Franse Oorlog (1884-85) nam de interesse in spoorwegen toe. Ze zouden een rol kunnen spelen bij de aanvoer van militairen en materieel naar de kwetsbare kust. Het tempo waarmee het netwerk werd uitgebreid bleef laag, in 1894 was er in totaal 400 km aan spoorwegen, in de Verenigde Staten lag op dat moment al 280.000 km.
Na de Eerste Chinees-Japanse Oorlog (1894-1895) kwam China als verliezer onder druk te staan van buitenlanders om spoorlijnen in het land aan te leggen. De Fransen hadden spoorambities in het zuiden van China in de grensstreek met Indochina en de Russen in Mantsjoerije. De Russen drongen aan op een spoorlijn dwars van oost naar west in Mantsjoerije, dit betekende een enorme bochtafsnijding voor de Trans-Siberische spoorlijn naar Vladivostok. Verder waren de Britten, Japanners, Duitsers en Belgen actief. Tussen 1895 en 1911 werd 9000 km aangelegd waarvan meer dan 85% door buitenlanders of met buitenlands kapitaal.
Na 1911 nam het bouwtempo af. De Qing-dynastie was tot een einde gekomen en het land was uiteengevallen en verdeeld over de krijgsheren. Het politieke klimaat om te investeren in kostbare spoorwegen was slecht. Alleen in veilige gebieden werd geïnvesteerd en tot 1927 kwam er 4800 km aan spoorlijnen bij. In het relatief rustige Mantsjoerije werd 1900 km aangelegd, of zo’n 40% van het totaal. In 1927 was het netwerk 14.000 km groot.
In 1927 was het land weer enigszins verenigd na de succesvolle Noordelijke Expeditie onder leiding van Chiang Kai-shek. In de periode tot 1937 werd 7500 km bijgebouwd, waarvan wederom het zwaartepunt in Mantsjoerije lag vooral door Japanse investeringen. De Chinese regering had weinig inkomsten om de spoorwegen aan te leggen en buitenlandse leningen werden hiervoor gebruikt. Door de uitbraak van de Tweede Chinees-Japanse Oorlog, en de strijd van de nationalisten tegen de communisten kampte het spoornetwerk met grote problemen en was van uitbreiding nauwelijks meer sprake. Pas na de Chinese Burgeroorlog in 1949 en met steun uit de Sovjet-Unie kwam de aanleg van nieuwe spoorwegen in de jaren vijftig weer op gang. 